# 蒲郡市立図書館
蒲郡市立図書館（がまごおりしりつとしょかん）は、愛知県蒲郡市宮成町にある公共図書館。
1969年（昭和44年）7月1日に開館した。2009年（平成21年）4月よりNPO法人ブックパートナーが指定管理者として運営を行っている。教育者の金沢嘉市から蔵書の寄贈を受け、1993年（平成5年）には「金沢ヒューマン文庫」が設置された。2017年度（平成29年度）末の蔵書数は277,552点、2017年度の貸出数は478,681点だった。2017年度末時点の蒲郡市の人口は80,379人であり、市民1人当たり蔵書数は3.5冊、市民1人当たり貸出数は6.0冊だった。

## 歴史

### 大正文庫（1914年 - 1961年）

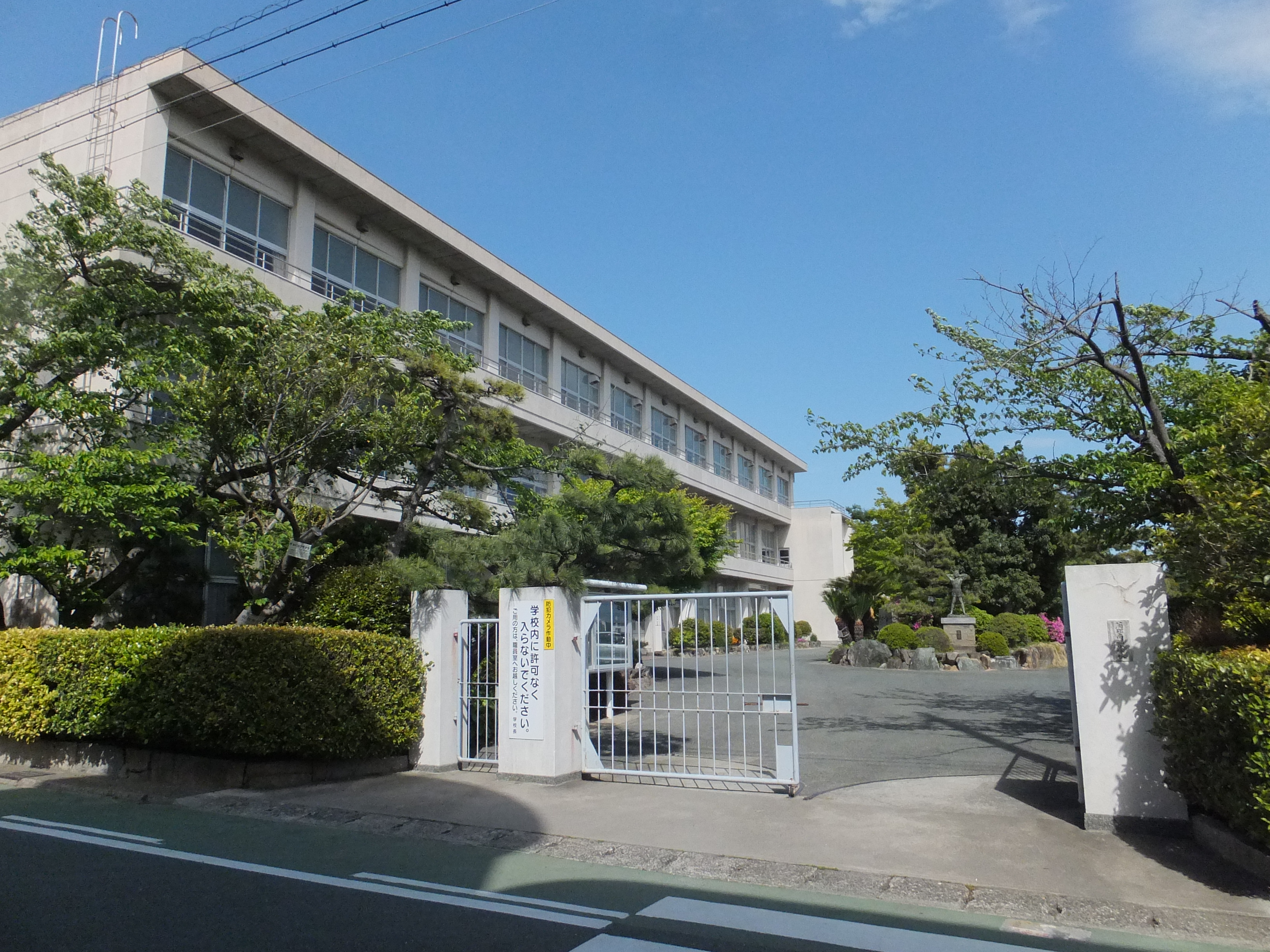
大正文庫が置かれた蒲郡市立蒲郡南部小学校

宝飯郡蒲郡町は三河木綿の生産や製塩などで栄えた街であり、大正期から昭和初期には三河湾の竹島を中心に観光業が発展した。1914年（大正3年）4月には大正天皇の即位の礼（御大典）に先立って、御大典記念事業として蒲郡南部尋常高等小学校に蒲郡図書館（大正文庫）が設立された。大正文庫は蒲郡町民が広く利用でき、『蒲郡町誌』が刊行された1928年度（昭和3年度）時点の蔵書数は2,117冊だった。

### 蒲郡市中央公民館図書室（1961年 - 1969年）
戦後の1951年（昭和26年）11月3日には蒲郡町中央公民館（現在の蒲郡郵便局の場所）が開館している。1954年（昭和29年）4月1日に蒲郡町・三谷町・塩津村が合併して蒲郡市が発足すると、1961年（昭和36年）には蒲郡市中央公民館に図書室が設置された。蒲郡市中央公民館図書室には「大正文庫」に加えて、灯火具の収集で知られる郷土史家の岸間芳松から寄贈された「岸間文庫」が設置された。

### 蒲郡市立図書館（1969年 - ）
蒲郡市民の間で独立した図書館設立の機運が高まったことから、蒲郡市は1968年（昭和43年）12月に宮内町の蒲郡警察署跡地で起工し、1969年（昭和44年）4月には蒲郡市立図書館開設準備室を設置、同年7月に蒲郡市立図書館が竣工・開館した。開館時の蔵書数は約12,000冊だった。
1970年（昭和45年）5月には蒲郡市中央公民館図書室にあった岸間文庫と大正文庫を蒲郡市立図書館に設置している。 開館後の2年間は、入館票を発行した上で指定席で図書を閲覧する方式だった。しかしこの方式は利用者に不評であり、1971年（昭和46年）に廃止されて自由に利用できる図書館になった。1971年（昭和46年）10月には蒲郡市青少年読書感想文コンクールを開始した。1972年度（昭和47年度）の貸出数は152,713冊であり、1972年度末の蔵書数は32,271冊だった。1973年（昭和48年）7月には「子どもの本研究会」の活動の一環として、毎週日曜日に児童室で「絵本の読み聞かせ会」を開始した。1975年（昭和50年）10月には点字図書の貸出を開始し、1977年（昭和52年）4月にはカセットテープの貸出を開始した。
1978年（昭和53年）9月から1979年（昭和54年）5月には一度目の図書館増築工事を行い、354m2を増築して開架書架部分を拡大させた。この増築工事によって収蔵能力が5万冊から12万冊に増加している。1980年（昭和55年）4月には個人に対しても紙芝居の貸出を開始した。1982年（昭和57年）12月には2階のベランダを改造して軽読書コーナーを設置した。1982年度（昭和57年度）末時点の蔵書数は132,207冊であり、同年度には新聞20紙・雑誌149誌を購読していた。同時点の1人あたり蔵書数は1.37冊であり、0.92冊の豊橋市（豊橋市立図書館）、0.78冊の豊川市（豊川市立図書館）、0.71冊の豊田市（豊田市立図書館）、0.58冊の岡崎市（岡崎市立図書館）など近隣市と比べても多かった。
1983年（昭和58年）9月から1984年（昭和59年）3月には二度目の増築工事を行い、354m2を増築して移動式書架を設置し、また身体障害者用エレベーターを設置した。この増築工事によって収蔵能力が12万冊から22万冊に増加している。1986年（昭和61年）1月には図書館だより「図書館情報」の発行を開始した。1988年（昭和63年）12月には空調設備を全面改装した。 1990年（平成2年）3月には隣接地にあった労働基準監督署跡地も含めた駐車場整備を行った。
1993年（平成5年）4月にはコンピュータを設置して図書館システムを導入した。 同年7月には教育者の金沢嘉市からの寄贈書をもとに「金沢ヒューマン文庫」を設置した。同年11月には身体障害者の利便を図るために、玄関の自動ドア・専用トイレ・スロープを設置した。1994年（平成6年）8月には蒲郡市児童館の開館にともなって児童館巡回文庫のサービスを開始した。
隣接地にあった蒲郡市医師会が浜町に移転したことで、1995年（平成7年）9月には70台分の駐車場を整備した。1996年（平成8年）7月には閉架書庫に空調設備を設置した。1998年（平成10年）9月には電算システムを更新し、2002年（平成14年）7月にはインターネット蔵書検索システム(OPAC)の利用を開始した。2003年（平成15年）5月にはブックスタート事業を開始した。

#### 指定管理者制度導入後（2009年 - ）
2009年（平成21年）4月には図書館の運営に指定管理者制度を導入し、NPO法人ブックパートナーを指定管理者に選出した。これを機に開館時間を「10時-19時」から「9時-19時」に延長している。一般室にレファレンスカウンターを設置し、インターネット専用パソコンを2台設置している。同年8月には開館40周年を記念して「ちびっこ司書」や「図書館探検ツアー」などのイベントを開催した。同年11月には蒲郡市内にキャンパスを有する愛知工科大学附属図書館と蔵書共同利用協定を締結した。
2010年（平成22年）910月には児童文学評論家の赤木かん子を講師に招いた図書館文学講座を開催した。2011年（平成23年）9月には歌人の穂村弘を講師に招いた図書館文学講座を開催し、10月には絵本作家のいわむらかずおを講師に招いた講演会を開催した。2012年（平成24年）4月には再びNPO法人ブックパートナーを指定管理者に選出した（3年間）。2013年（平成25年）4月には「子どもの読書活動優秀実践図書館」として文部科学大臣賞を受賞した。ジャーナリストの猪谷千香の著書『つながる図書館』（筑摩書房、2013年）では蒲郡市立図書館のレファレンス事例が紹介されている。2014年（平成26年）8月には蒲郡市出身の漫画家である大橋裕之の展示会を開催した。
2015年（平成27年）4月には再びNPO法人ブックパートナーを指定管理者に選出した（5年間）。2015年度（平成27年度）には国立国会図書館レファレンス協同データベースへの年間登録数が200点を超えたため、国立国会図書館から初めて感謝状を贈られた。同年度に愛知県の公共図書館で感謝状を贈られたのは、愛知県図書館・名古屋市鶴舞中央図書館・蒲郡市立図書館の3館のみである。
2016年（平成28年）3月には公衆無線LANの利用を開始し、4月には国立国会図書館の図書館向けデジタル化資料送信サービスの利用を開始した。同年5月頃には、図書館司書に「魔法が使えるようになりたい」と聞いた6歳男児への対応が心温まる話であるとしてネット上で話題となった。同年9月11日には旅行ライターの石田ゆうすけを講師に招いて図書館文学講座を開催した。
2017年（平成29年）4月には5年連続で国立国会図書館レファレンス協同データベースへの貢献に対する感謝状を贈られた。同年5月には名古屋スリバチ学会と共同で、「蒲郡凸凹（でこぼこ）地形さんぽ」と題して形原地区と三谷地区のまちあるきを行う全2回の講座を開催した。

## 施設

### 本館
蒲郡市立図書館の構造は地上2階建（一部3階建）・地下1階建である。1階にはブラウジングルーム（新聞・雑誌）、展示室、児童室などがあり、2階には一般室、軽読書コーナー、郷土資料室、一般学習室、学生室（学習室）などがある。図書収蔵能力は25万冊である。253席の閲覧席がある。駐車場は70台分ある。交通アクセスは、JR東海道線・名鉄蒲郡線蒲郡駅北口より徒歩約15分である。

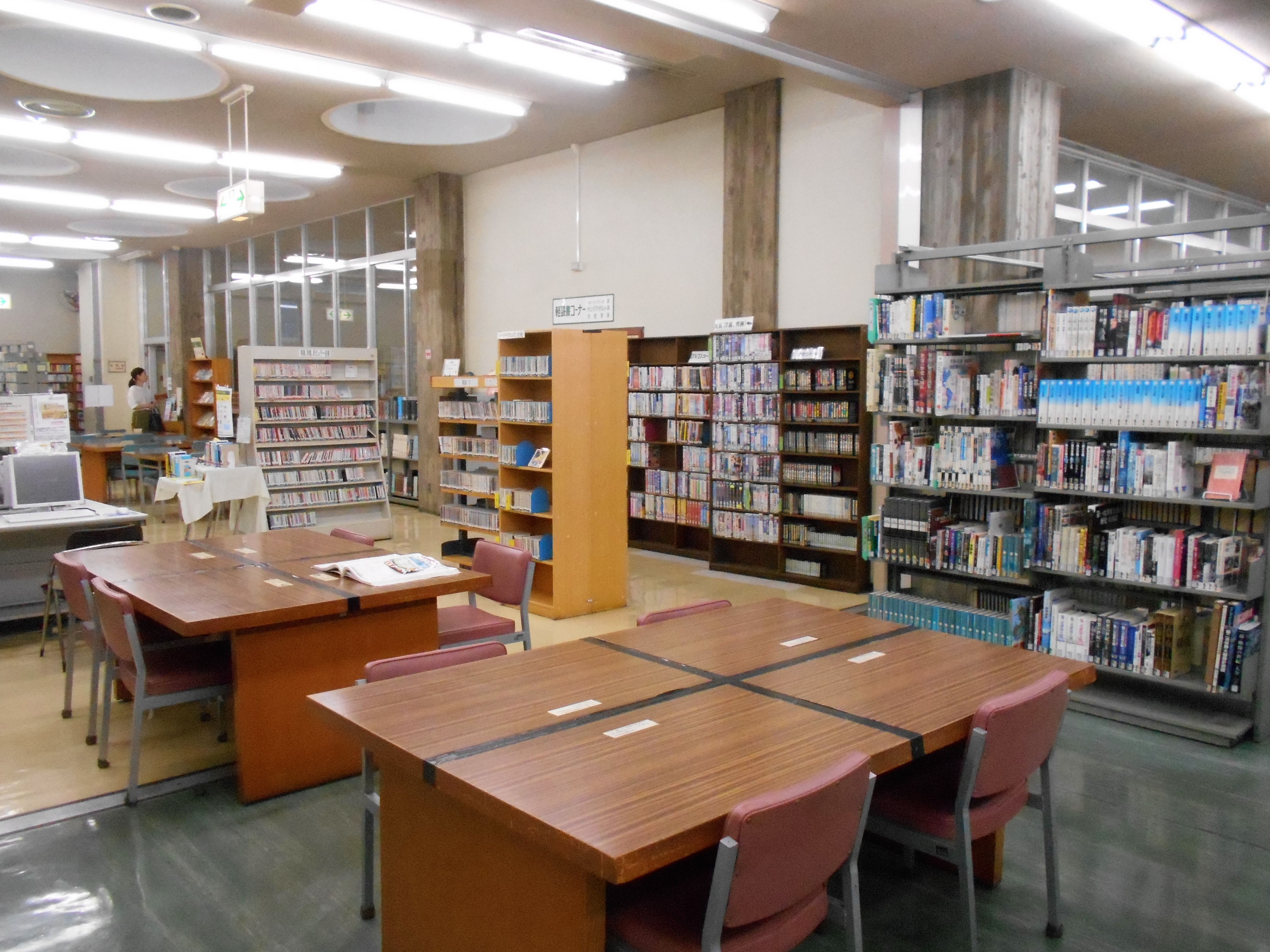
2階のフロア中央部
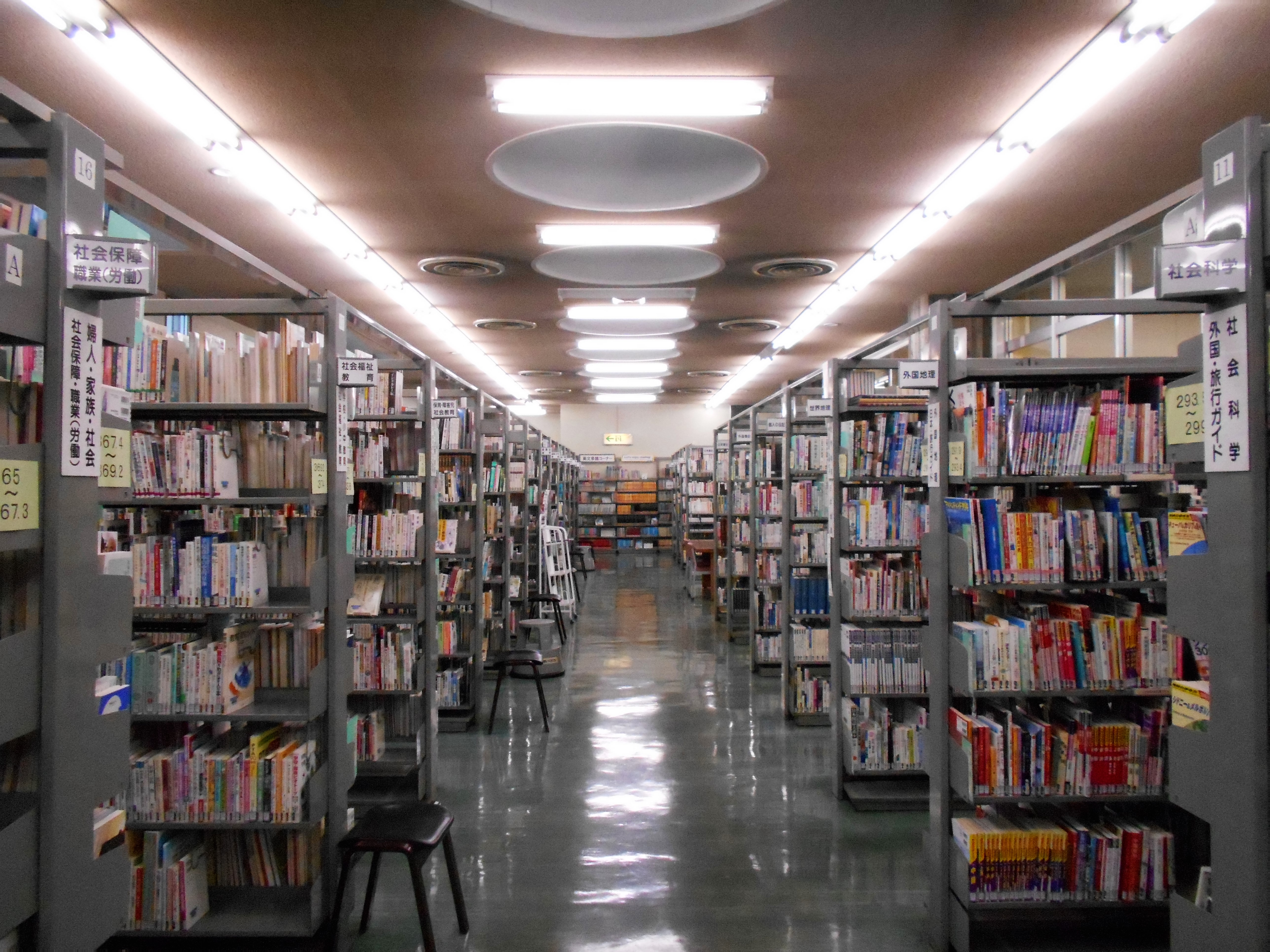
2階の一般書の書架
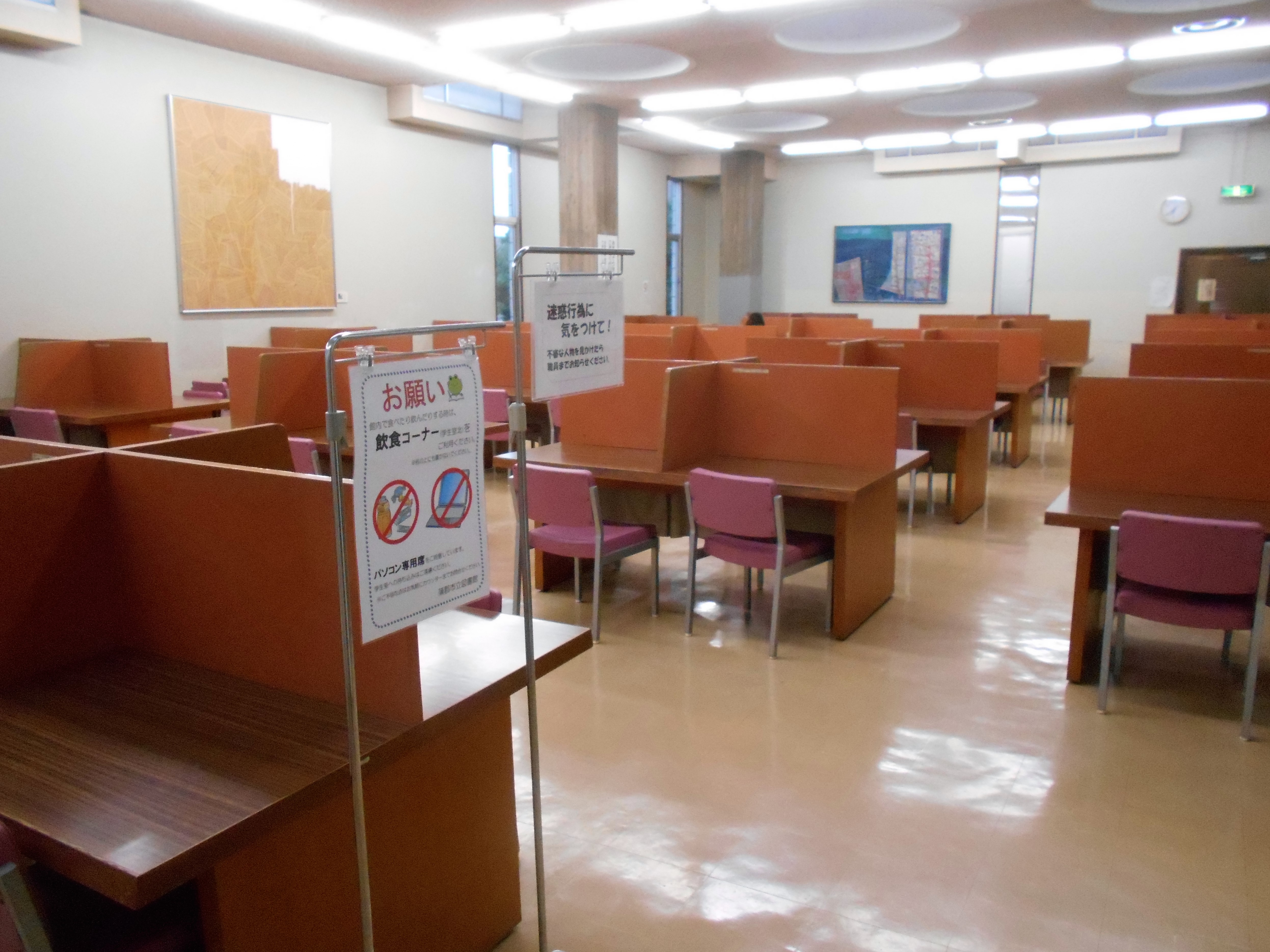
2階の学生閲覧席
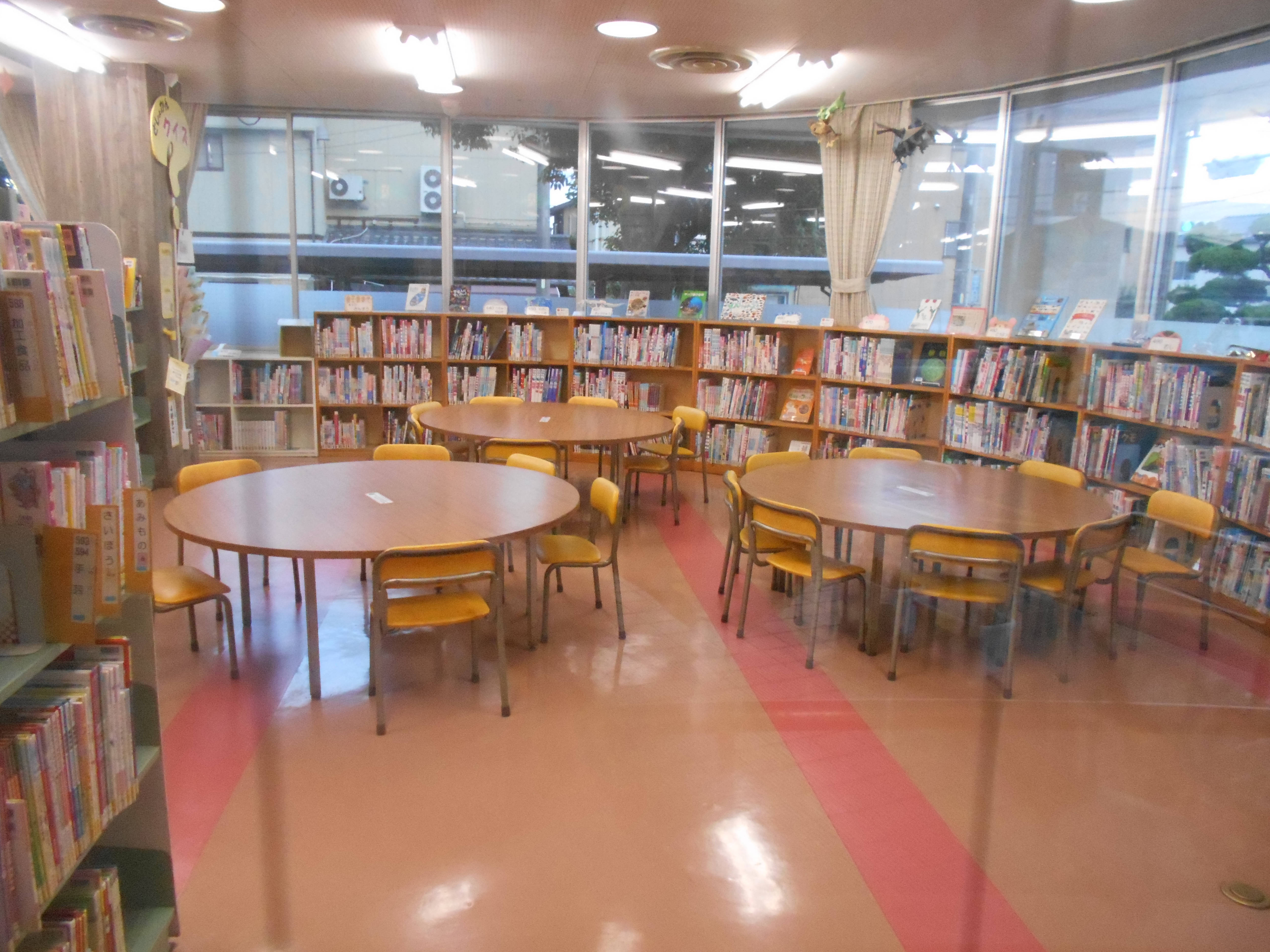
1階の児童室
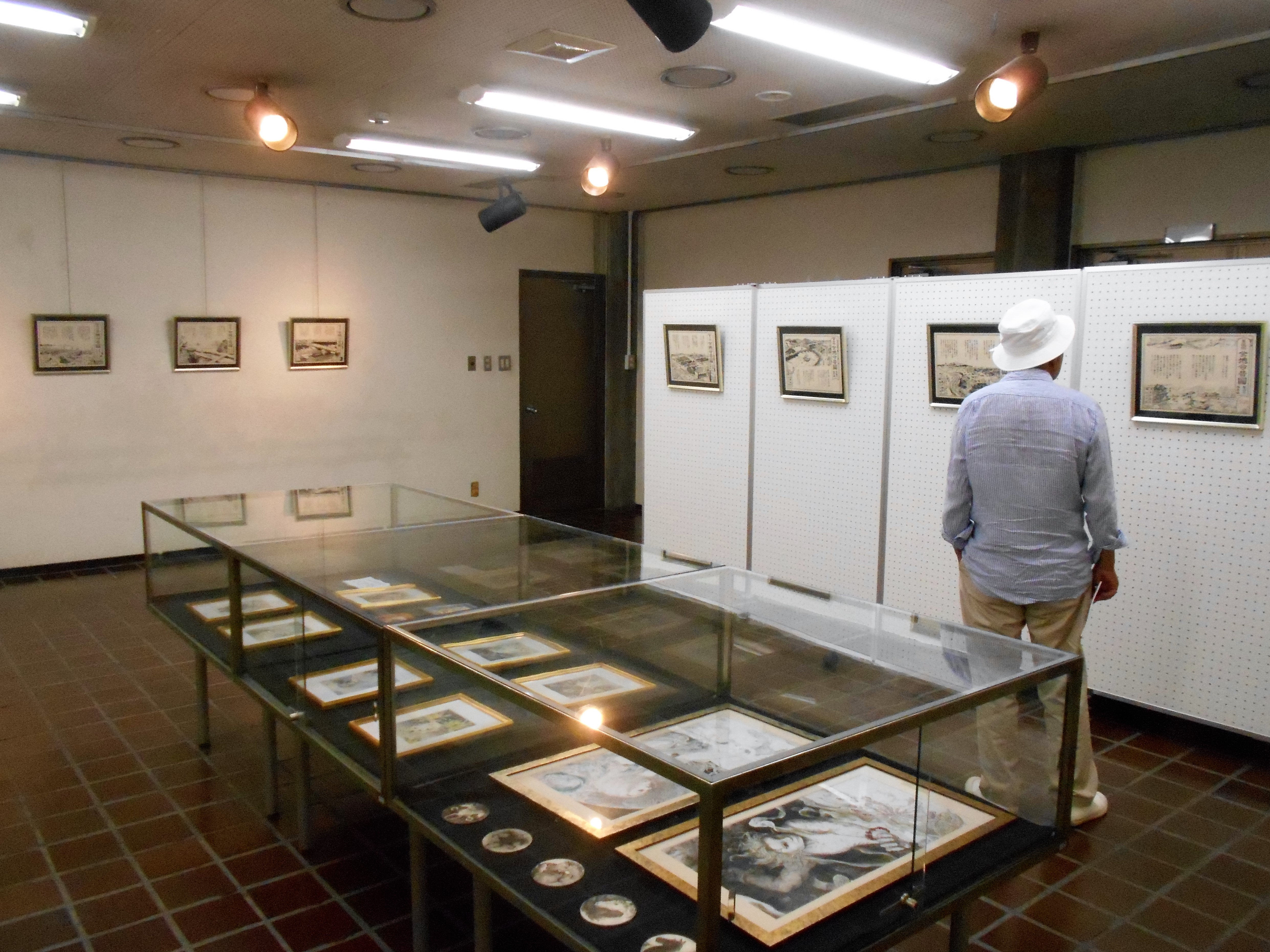
1階の展示スペース

### 分室
分室には蒲郡市立図書館本館と同様に一般書と児童書を所蔵している。分室の本は1か月に1度交換される。
| 名称                 | 所在地          | 開設年月日 | 開館日                                | 開館時間      |
| -------------------- | --------------- | ---------- | ------------------------------------- | ------------- |
| 大塚公民館分室       | 大塚町西島91    | 1979年6月  | 毎週火・水・木・土曜日 （祝日は休館） | 14時-17時30分 |
| 東部公民館分室       | 豊岡町殿門24    | 1984年5月  | 毎週火・水・木・土曜日 （祝日は休館） | 14時-17時30分 |
| 三谷公民館分室       | 三谷町七舗142-1 |            | 毎週火・水・木・土曜日 （祝日は休館） | 14時-17時30分 |
| 蒲郡文化広場分室     | 形原町袋川25-1  | 2013年4月  | 毎週火・水・木・土曜日 （祝日は休館） | 14時-17時30分 |
| 西浦公民館分室       | 西浦町宮地10-6  | 1979年6月  | 毎週火・水・木・土曜日 （祝日は休館） | 14時-17時30分 |
| 南部市民センター分室 | 竹島町15-65     |            | 毎週火・水・木・土曜日 （祝日は休館） | 9時-12時30分  |
| 太陽の家分室         | 形原町北浜28-1  | 1990年7月  | 毎週火・水・木・土曜日 （祝日は休館） | 14時30分-18時 |

1970年（昭和45年）10月には蒲郡南部保育園と西浦保育園に「母と子の文庫」を開設した。1971年（昭和46年）1月には府相公民館などで「貸出文庫」という名称の配本制度を開始した。 1971年（昭和46年）4月には塩津保育園をはじめとする6保育園に「母と子の文庫」を開設し、鶴ヶ浜団地と橘ヶ丘団地に「青空文庫」を開設した。1972年（昭和47年）4月には東部市民センターに蔵書500冊の「貸出文庫」を開設した。また鹿島団地にも「青空文庫」を開設し、三谷西保育園などにも「母と子の文庫」を開設した。1973年（昭和48年）10月には竹谷団地集会所に「貸出文庫」を開設した。
1974年（昭和49年）4月には「青空文庫」等の各文庫の体制を整備再編し、同時点では西浦公民館・西部市民センター・竹谷団地・塩津公民館・鹿島団地・鶴ヶ浜団地・大塚公民館・東部公民館の計8か所に「青空文庫」が設置されていた。同時点では西浦保育園をはじめとする12保育園に「母と子の文庫」が設置され、鹿島保育園をはじめとする8保育園で「保育園巡回文庫」を行っていた。
1975年（昭和50年）4月には竹谷団地と塩津公民館の「青空文庫」を廃止し、また西浦保育園など6保育園の「母と子の文庫」も廃止した。1976年（昭和51年）4月には「青空文庫」などの館外サービスの充実のために専用の配本車を購入した。1979年（昭和54年）6月には大塚公民館と西浦公民館に「貸出文庫」を開設した。同年10月には西武市民センターに「貸出文庫」を開設した。
1981年（昭和56年）4月には「貸出文庫」を図書館分室に改称再編して5分室を開設した。1984年（昭和59年）5月には東部公民館にも図書館分室を開設して6分室となった。 1990年（平成2年）7月には太陽の家にも図書館分室を開設して7分室となった。1992年（平成4年）4月 - 保育園巡回文庫が「母と子の文庫」を吸収して復活した。2013年（平成25年）3月には西部市民センター分室を廃止して6分室となった。同年4月には蒲郡文化広場にも図書館分室を開設して7分室となり、東部市民センター分室の名称を三谷公民館分室に変更した。

## 特色

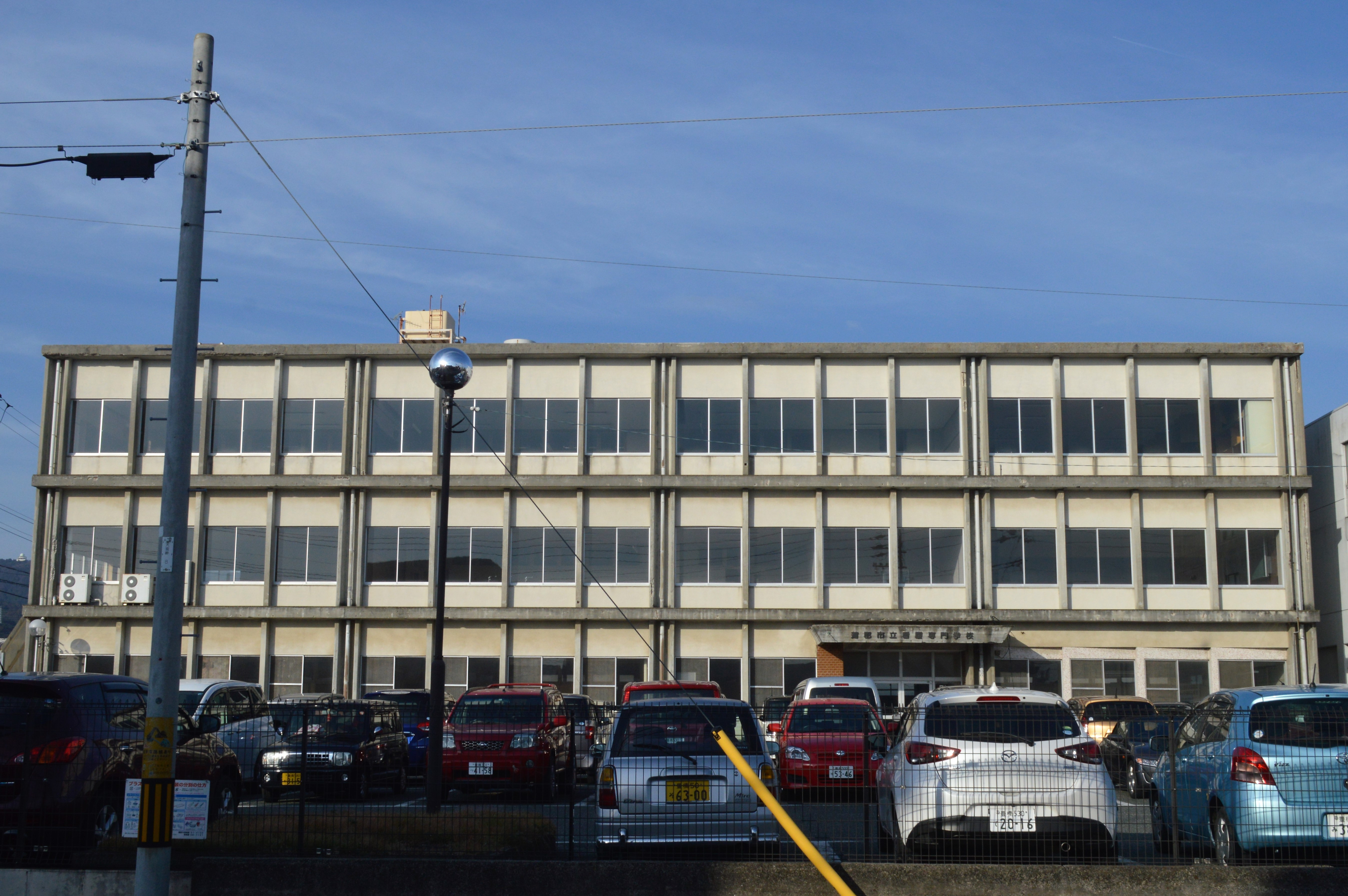
2018年まで金沢ヒューマン文庫などが置かれていた別館

### 特別コレクション
蒲郡市立図書館には以下の特別コレクションがある。2018年（平成30年）までは蒲郡市立図書館本館西側の別館（旧・蒲郡市立看護専門学校）に設置されていたが、老朽化により別館の取り壊しが決定したことで、暫定的に特別コレクションの利用を停止している。
- 「岸間文庫」 - 郷土史家の岸間芳松に寄贈された蔵書。
- 「大正文庫」 - 1914年（大正3年）4月に蒲郡市立蒲郡南部小学校に設立された文庫の蔵書。
- 「松尾文庫」 - 蒲郡市立塩津小学校にあった書籍。
- 「歌見文庫」 - 童謡詩人の歌見誠一に寄贈された蔵書。
- 「岡本珪吾美術文庫」 - 岡本珪吾に寄贈された蔵書。
- 「鈴木文庫」 - 蒲郡出身の政治家で日本社会党委員長などを務めた鈴木茂三郎の著作や関係資料を集めたもの。
- 「金沢ヒューマン文庫」 - 教育者の金沢嘉市に寄贈された蔵書。

#### 金沢ヒューマン文庫
宝飯郡蒲郡町出身の教育者・教育評論家である金沢嘉市は、教員時代に勤務評定問題や学力テスト問題と向き合い、定年退職後の1978年（昭和53年）からは子どもの文化研究所所長などを務めた。1993年（平成5年）7月には本館西側の別館に、金沢からの寄贈書など約5000点を集めた「金沢ヒューマン文庫」が設置された。毎週土曜日の13時から16時まで開放されており、大学院生などに利用されていたという。2004年（平成16年）4月24日にはボランティア団体「金沢ヒューマン文庫を愛し守る会」が発足している。
老朽化や耐震性の問題などから取り壊しが決定したため、2018年（平成30年）6月1日には利用を停止した。蒲郡市立図書館本館も狭隘化が進んでいるため、暫定的に蒲郡市立蒲郡南部小学校2階の相談室に移転した。7月3日に移転作業を行い、配架を行ったうえで10月に利用を再開する予定である。

### がまごおり絵手紙大賞（終了）
1989年（平成元年）には蒲郡市立図書館が絵手紙講座を開催し、1991年（平成3年）2月には図書館活動サークルの蒲郡絵てがみの会が発足した。1994年度（平成6年度）には図書館と蒲郡絵てがみの会が協力して、愛知県内から公募する「絵手紙展」を開催した。1995年度（平成7年度）にはこの絵手紙展を発展させ、全国公募の第1回「がまごおり絵手紙大賞」を開催した。応募作品数が1万点を超える年もあり、2009年度（平成21年度）の第15回までは入賞作品を掲載した作品集を刊行していた。2010年度（平成22年度）と2011年度（平成23年度）は応募要件を蒲郡市在住者のみとし、2011年度の第17回をもって開催を終了した。

## 利用案内
| 蒲郡市図書館の蔵書点数 | 蒲郡市図書館の蔵書点数 | 蒲郡市図書館の蔵書点数 | 蒲郡市図書館の蔵書点数 | 蒲郡市図書館の蔵書点数 |
| ---------------------- | ---------------------- | ---------------------- | ---------------------- | ---------------------- |
| 年度                   |                        |                        |                        | 点数                   |
| 1969                   | 1969                   |                        | 12,000                 | 12,000                 |
| 1980                   | 1980                   |                        | 110,869                | 110,869                |
| 1989                   | 1989                   |                        | 205,679                | 205,679                |
| 1998                   | 1998                   |                        | 262,228                | 262,228                |
| 2008                   | 2008                   |                        | 282,280                | 282,280                |
| 2017                   | 2017                   |                        | 277,552                | 277,552                |

| 蒲郡市立図書館の利用案内 | 蒲郡市立図書館の利用案内 |
| ------------------------ | --- |
| 休館日                   | 月曜日（祝日は除く）、毎月月末日（館内整理日）、年末年始、特別整理期間                                                                                       |
| 開館時間                 | 9時-19時 |
| 貸出点数                 | 図書5点、紙芝居5点、視聴覚資料5点（うち映像資料2点） |
| 貸出期間                 | 2週間 |
| 貸出可能者               | 蒲郡市在住・在勤・在学者 東三河地方全域（豊橋市・豊川市・田原市・新城市・東栄町・設楽町・豊根村）在住者 蒲郡市に隣接する市町（幸田町・西尾市・岡崎市）在住者 |